# Prepona ucayali
Prepona ucayali är en fjärilsart som beskrevs av Le Moult 1932. Prepona ucayali ingår i släktet Prepona och familjen praktfjärilar. Inga underarter finns listade i Catalogue of Life.